# Lekkoatletyka na Letnich Igrzyskach Paraolimpijskich 2008 – maraton mężczyzn kl. T46
Maraton mężczyzn kl. T46 podczas Letnich Igrzysk Paraolimpijskich 2008 rozegrano 17 września o godzinie 730. W rozgrywkach wzięło udział 14 sportowców z 9 krajów.

## Wyniki
| Poz. | Zawodnik                | Narodowość | Rezultat | Uwagi |
| ---- | ----------------------- | ---------- | -------- | ----- |
| 1    | Marion Santillan        | Meksyk     | 2:27:04  | WR    |
| 2    | Tito Sena               | Brazylia   | 2:30:49  |       |
| 3    | Walter Endrizzi         | Włochy     | 2:32:51  |       |
| 4    | Han Guiming             | Chiny      | 2:33:57  |       |
| 5    | Ozivan Bonfim           | Brazylia   | 2:35:31  |       |
| 6    | Samir Chaabani          | Tunezja    | 2:35:54  |       |
| 7    | Frederick van den Heede | Belgia     | 2:37:03  |       |
| 8    | Pedro Meza              | Meksyk     | 2:38;57  |       |
| 9    | Moises Neto             | Brazylia   | 2:41:32  |       |
| 10   | Jose Antonio Castilla   | Hiszpania  | 2:45:47  |       |
| 11   | Jose Javier Conde       | Hiszpania  | 2:45:48  |       |
| 12   | Željko Čeliković        | Serbia     | 2:56:53  |       |
| 13   | Kemal Özdemir           | Turcja     | 3:11:12  |       |
|      | Mohamed Fouzai          | Tunezja    | DNF      |       |